# Johannes Schmidt (bioloog)
Johannes Schmidt (2 januari 1877 - 21 februari 1933) was een Deens bioloog. Hij ontdekte in 1920 dat palingachtigen naar de Sargassozee trekken om zich voort te planten. Voor die ontdekking wisten mensen in Noord-Amerika en Europa niet waarom ze geen baby-palingachtigen aantroffen in de visserij.

## Loopbaan
Schmidt studeerde natuurlijke historie aan de Universiteit van Kopenhagen. In 1898 haalde hij zijn Master of Science.
Schmidt werkte tussen 1902 en 1909 parttime voor het Botanical Institute van de Universiteit van Kopenhagen en parttime voor de Danish Commission for Investigation of the Sea. In 1909 werd hij hoofd fysiologie van het Carlsberg Laboratory, waar hij bleef tot aan zijn dood. Schmidt deed onderzoek op de gebieden van fycologie, cyanobacterieën (zie stikstoffixatie) vormende blauwalgen in diatomeeën, plantfysiologie en -genetica, oceanografie en ichtyologie.
Tussen 1928 en 1930 leidde Schmidt de Dana-expeditie. Het ontdekken van de broedplaats van palingachtigen was een van de resultaten van die onderneming.

## Erkenningen
- Fellow van de Koninklijke Deense Akademie van Wetenschappen
- Eredoctoraat van de Universiteit van Liverpool (1923)
- Weldon Memorial Prize van de Universiteit van Oxford (1923)
- Ere-Fellow van de Royal Society of Edinburgh (1927)
- Darwin Medal (1930)
- Alexander Agassiz Medal (1930)
- De Galatheamedaille (1930)
- Geoffroy Saint-Hilaire Medal (1931)

- Bibsys: 90821583
- Bibliothèque nationale de France: cb170398484 (data)
- Author citation (botany): E.J.Schmidt
- Gemeinsame Normdatei: 14154760X
- International Standard Name Identifier: 0000 0000 8240 7947
- Library of Congress Control Number: n82258337
- Nationale Bibliotheek van Israël: 987007344635705171
- Nederlandse Thesaurus van Auteursnamen: 135691850
- Istituto Centrale per il Catalogo Unico: RMSV029462
- Système universitaire de documentation: 128556048
- Virtual International Authority File: 57980738
- WorldCat: E39PBJgt6Wfmh3m3VCcPWj4wmd

1. ↑  https://www.nasonline.org/programs/awards/alexander-agassiz-medal.html.
2. ↑  https://docs.google.com/spreadsheets/d/1dsunM9ukGLgaW3HdG9cvJ_QKd7pWjGI0qi_fCb1ROD4/pubhtml?gid=216486814&single=true.
3. ↑  https://www.royalsociety.org.nz/who-we-are/our-people/our-fellows/all-honorary-fellows/.
4. ↑  Geografisk tidsskrift; pagina('s): 8; datum van uitgave: 1977; volume: 76.